# Zuivere wetenschap
Het begrip zuivere wetenschap is afgeleid van het Engels begrip pure science. In deze betekenis is zuivere wetenschap weleens synoniem gesteld met formele wetenschap, ofwel de wetenschap van de grondvormen van kennisopbouw en kennisverwerving. 
Het begrip zuivere wetenschap wordt in de praktijk ook gebruik als synoniem voor fundamentele wetenschap, ofwel het deel van iedere vakwetenschap, dat handelt over de grondbeginselen van het specifieke vakgebied.